# Giải bóng đá hạng nhì quốc gia Cộng hòa Síp 1993–94
Giải bóng đá hạng nhì quốc gia Cộng hòa Síp 1993–94 là mùa giải thứ 39 của bóng đá hạng nhì Cộng hòa Síp. Aris giành danh hiệu thứ 3.

## Thể thức thi đấu
Có 14 đội tham gia Giải bóng đá hạng nhì quốc gia Cộng hòa Síp 1993–94. Tất cả các đội đều thi đấu 2 trận, một trân sân nhà và một trận sân khách. Đội nhiều điểm nhất sẽ lên ngôi vô địch. Đội đầu bảng thăng hạng Giải bóng đá hạng nhất quốc gia Cộng hòa Síp 1994–95. Năm đội cuối bảng xuống hạng Giải bóng đá hạng ba quốc gia Cộng hòa Síp 1994–95.
Đội thứ 2 đối mặt với đội thứ 11 của Giải bóng đá hạng nhất quốc gia Cộng hòa Síp 1993–94, trong một trận play-off 2 lượt để tranh một suất ở Giải bóng đá hạng nhất quốc gia Cộng hòa Síp 1994–95. Đội thứ 9 đối mặt với đội thứ hai của Giải bóng đá hạng ba quốc gia Cộng hòa Síp 1993–94, trong một trận play-off 2 lượt để tranh một suất ở Giải bóng đá hạng nhì quốc gia Cộng hòa Síp 1994–95.

### Hệ thống điểm
Các đội bóng nhận 3 điểm cho một trận thắng, 1 điểm cho một trận hòa và 0 điểm cho một trận thua.

## Thay đổi so với mùa giải trước
Các đội thăng hạng Giải bóng đá hạng nhất quốc gia Cộng hòa Síp 1993–94
- Omonia Aradippou
- APEP

Các đội xuống hạng từ Giải bóng đá hạng nhất quốc gia Cộng hòa Síp 1992–93
- Aris Limassol
- APOP Paphos

Các đội thăng hạng từ Giải bóng đá hạng ba quốc gia Cộng hòa Síp 1992–93
- AEZ Zakakiou
- Ermis Aradippou

Các đội xuống hạng Giải bóng đá hạng ba quốc gia Cộng hòa Síp 1993–94
- Digenis Akritas Morphou
- THOI Lakatamia

## Bảng xếp hạng
| Vị thứ | Đội                 | St. | T. | H. | B. | BT. | BB. | HS. | Đ. | Ghi chú                                                                  |
| ------ | ------------------- | --- | -- | -- | -- | --- | --- | --- | -- | ------------------------------------------------------------------------ |
| 1      | Aris Limassol       | 26  | 16 | 8  | 2  | 50  | 14  | 36  | 56 | Vô địch-thăng hạng Giải bóng đá hạng nhất quốc gia Cộng hòa Síp 1994–95. |
| 2      | APOP Paphos         | 26  | 14 | 7  | 5  | 48  | 27  | 21  | 49 | Playoff Thăng hạng.                                                      |
| 3      | Alki Larnaca        | 26  | 12 | 8  | 6  | 53  | 28  | 25  | 44 |                                                                          |
| 4      | AEZ Zakakiou        | 26  | 10 | 9  | 7  | 28  | 31  | -3  | 39 |                                                                          |
| 5      | Akritas Chlorakas   | 26  | 10 | 7  | 9  | 31  | 35  | -4  | 37 |                                                                          |
| 6      | PAEEK FC            | 26  | 8  | 11 | 7  | 44  | 36  | 8   | 35 |                                                                          |
| 7      | Onisilos Sotira     | 26  | 9  | 8  | 9  | 38  | 31  | 7   | 35 |                                                                          |
| 8      | Anagennisi Deryneia | 26  | 9  | 8  | 9  | 35  | 29  | 6   | 35 |                                                                          |
| 9      | Doxa Katokopias     | 26  | 8  | 10 | 8  | 26  | 33  | -7  | 34 | Playoff Xuống hạng.                                                      |
| 10     | Orfeas Nicosia      | 26  | 7  | 11 | 8  | 37  | 37  | 0   | 32 | Xuống hạng Giải bóng đá hạng ba quốc gia Cộng hòa Síp 1994–95.           |
| 11     | Ermis Aradippou     | 26  | 8  | 6  | 12 | 31  | 37  | -6  | 30 | Xuống hạng Giải bóng đá hạng ba quốc gia Cộng hòa Síp 1994–95.           |
| 12     | APEP Pelendriou     | 26  | 8  | 6  | 12 | 22  | 34  | -12 | 30 | Xuống hạng Giải bóng đá hạng ba quốc gia Cộng hòa Síp 1994–95.           |
| 13     | Chalkanoras Idaliou | 26  | 5  | 10 | 11 | 24  | 49  | -25 | 25 | Xuống hạng Giải bóng đá hạng ba quốc gia Cộng hòa Síp 1994–95.           |
| 14     | Ethnikos Assia      | 26  | 0  | 7  | 19 | 14  | 60  | -46 | 7  | Xuống hạng Giải bóng đá hạng ba quốc gia Cộng hòa Síp 1994–95.           |

Hệ thống điểm: Thắng=3 điểm, Hòa=1 điểm, Thua=0 điểm
Quy tắc xếp hạng: 1) Điểm, 2) Hiệu số, 3) Bàn thắng

## Playoff

### Playoff Thăng hạng
Đội thứ 2, APOP Paphos, đối mặt với đội thứ 11 của Giải bóng đá hạng nhất quốc gia Cộng hòa Síp 1993–94, Olympiakos Nicosia, trong một trận play-off 2 lượt để tranh một suất ở Giải bóng đá hạng nhất quốc gia Cộng hòa Síp 1994–95. Olympiakos thắng cả hai trận và có một suất ở Giải bóng đá hạng nhất quốc gia Cộng hòa Síp 1994–95.
- APOP 2–3 Olympiakos
- Olympiakos 2–0 APOP

### Playoff Xuống hạng
Đội thứ 9, Doxa Katokopias, đối mặt với đội thứ hai của Giải bóng đá hạng ba quốc gia Cộng hòa Síp 1993–94, Achyronas Liopetriou, trong một trận play-off 2 lượt để tranh một suất ở Giải bóng đá hạng nhì quốc gia Cộng hòa Síp 1994–95. Doxa thắng cả hai trận và có một suất ở Giải bóng đá hạng nhì quốc gia Cộng hòa Síp 1994–95.
- Achyronas Liopetriou 1–2 Doxa
- Doxa 4–1 Achyronas Liopetriou